# Manifesto of Arch Enemy
Manifesto of Arch Enemy to album kompilacyjny szwedzkiej grupy melodic death metalowej Arch Enemy, wydany 27 lutego 2009 roku nakładem Century Media Records.

## Lista utworów
| Nr  | Tytuł utworu                 | Długość |
| --- | ---------------------------- | ------- |
| 1.  | „Nemesis”                    | 4:12    |
| 2.  | „We Will Rise”               | 4:07    |
| 3.  | „Revolution Begins”          | 4:11    |
| 4.  | „Ravenous”                   | 4:06    |
| 5.  | „Blood on Your Hands” (live) | 5:27    |
| 6.  | „My Apocalypse”              | 5:26    |
| 7.  | „Dead Eyes See No Future”    | 4:14    |
| 8.  | „Burning Angel”              | 4:17    |
| 9.  | „I Will Live Again”          | 3:32    |
| 10. | „Taking Back My Soul” (live) | 5:16    |
|     |                              | 44:48   |

## Twórcy
- Angela Gossow – śpiew
- Michael Amott – gitara, wokal wspierający
- Christopher Amott – gitara
- Sharlee D’Angelo – gitara basowa
- Daniel Erlandsson – perkusja